# Stichopathes spinosa
Stichopathes spinosa är en korallart som beskrevs av Silberfeld 1909. Stichopathes spinosa ingår i släktet Stichopathes och familjen Antipathidae. Inga underarter finns listade i Catalogue of Life.